# Schänzlespitz
Die Schänzlespitz (auch Schänzlespitze) ist ein 2052 m ü. NHN hoher Berg in den Allgäuer Alpen. Er liegt im Rauhhornzug zwischen dem Lahnerkopf im Nordosten und dem Schänzlekopf im Südwesten, genau auf der Grenze zwischen den Gemeindegebieten von Bad Hindelang in Bayern und Weißenbach am Lech in Tirol.

## Namensherkunft
Eine erste Erwähnung des Berges erfolgte im Jahr 1819 als Schänzlespitz im Uraufnahmeblatt (SW 034-37) der Königlichen Steuervermessungskommission. Der Name des Berges leitet sich von einer Form der Grenzbefestigung ab, der Schanze. Eine solche war zwischen Schänzlespitz und Schänzlekopf im Zuge von Grenzstreitigkeiten errichtet worden.
Davor hatten die Berge vermutlich Alpatinspitzen, Weilandseck oder Berengachtspitzen geheißen.

## Besteigung
Auf die Schänzlespitz führt kein markierter Weg. Sie kann vom Jubiläumsweg unschwierig erreicht werden. Der Gipfel hat touristisch keine Bedeutung.

## Bilder

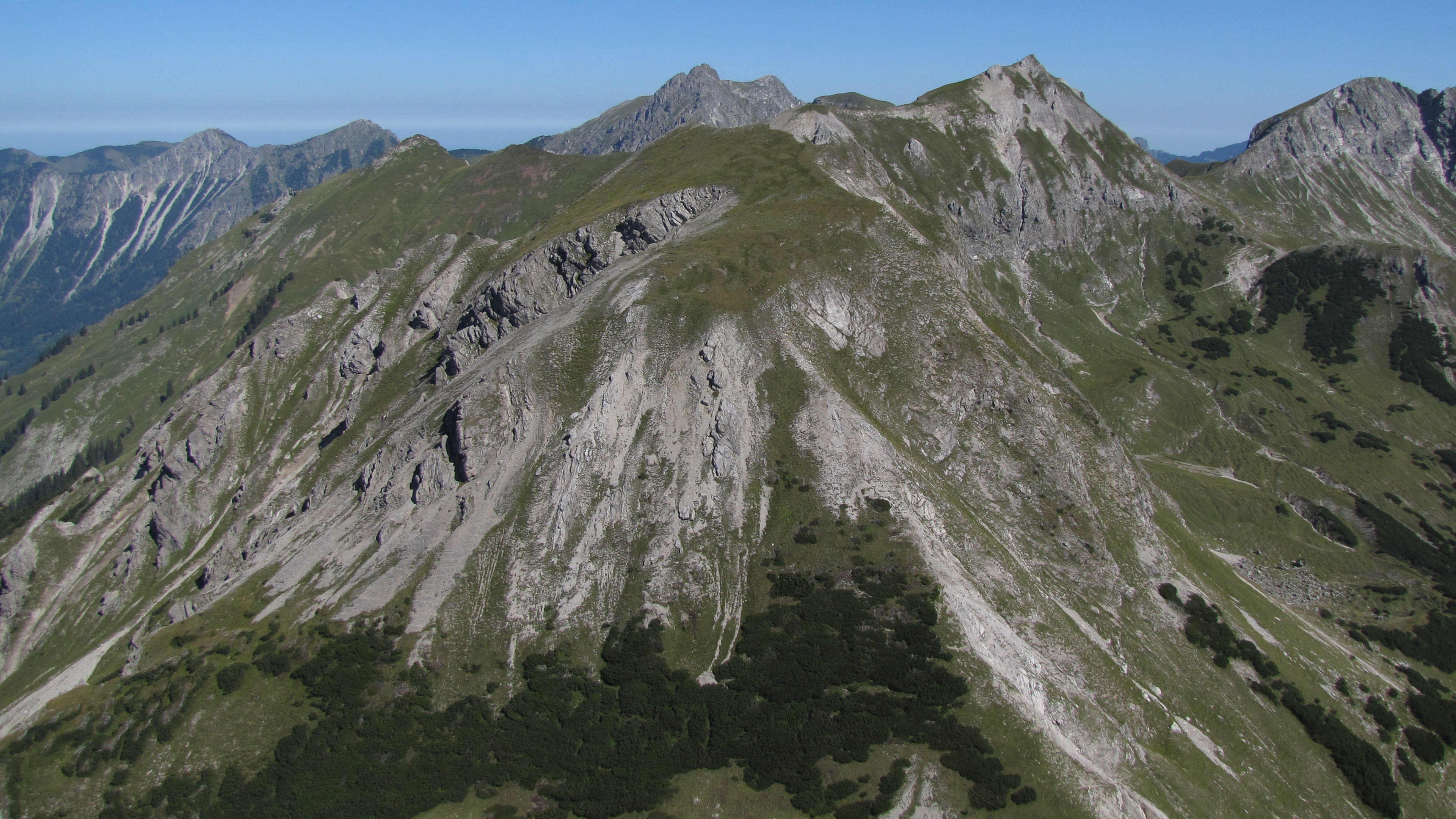
Südflanke
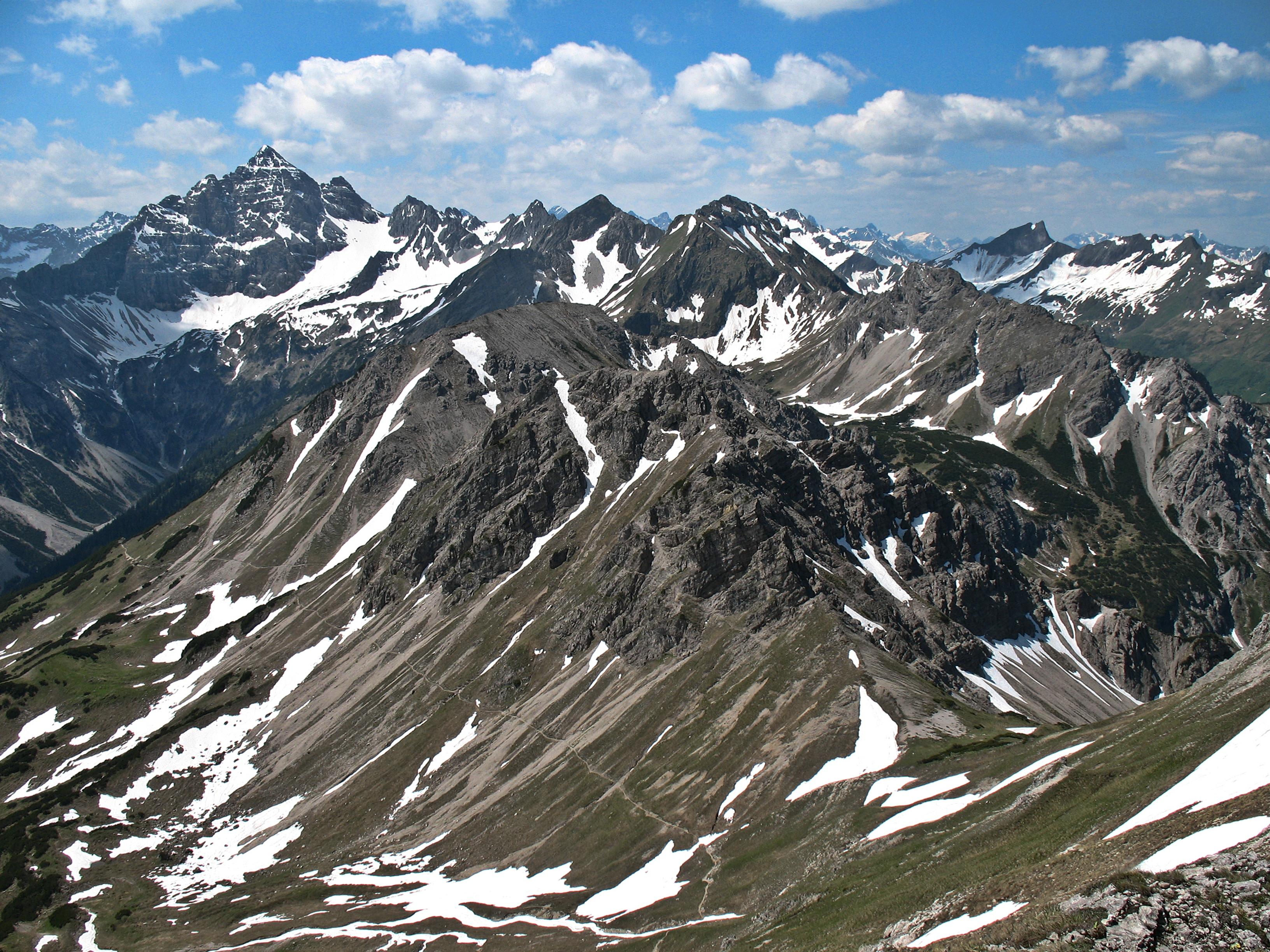
Nordflanke
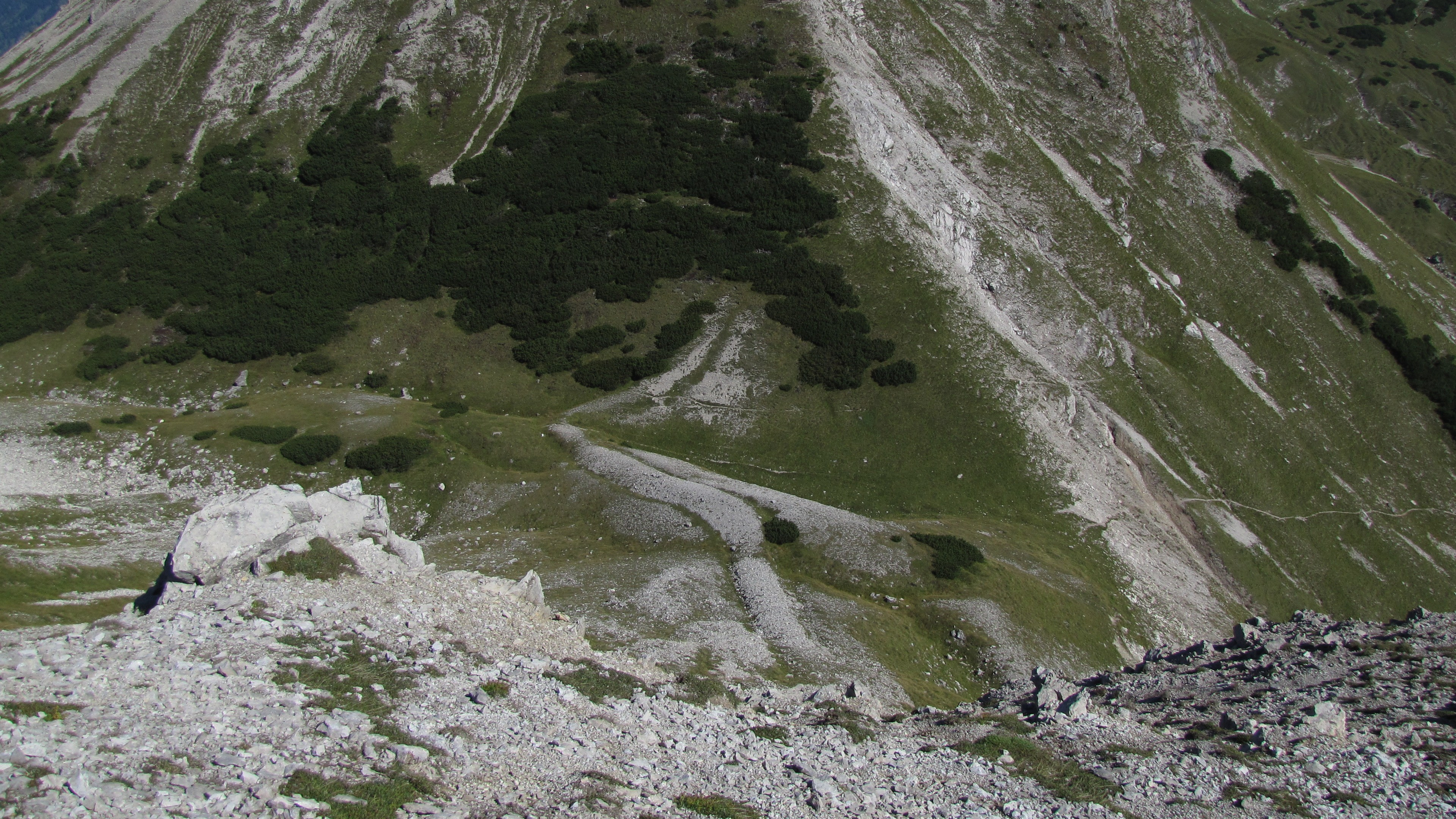
Schanzanlagen